# 齊夫·傅利曼
齊夫·傅利曼（希伯來語：‎，羅馬化：Ze'ev Friedman，1944年6月10日—1972年9月6日）是一名以色列男子舉重運動員。他是以色列奧運代表隊的成員，在1972年慕尼黑慘案中遇害。

## 生平

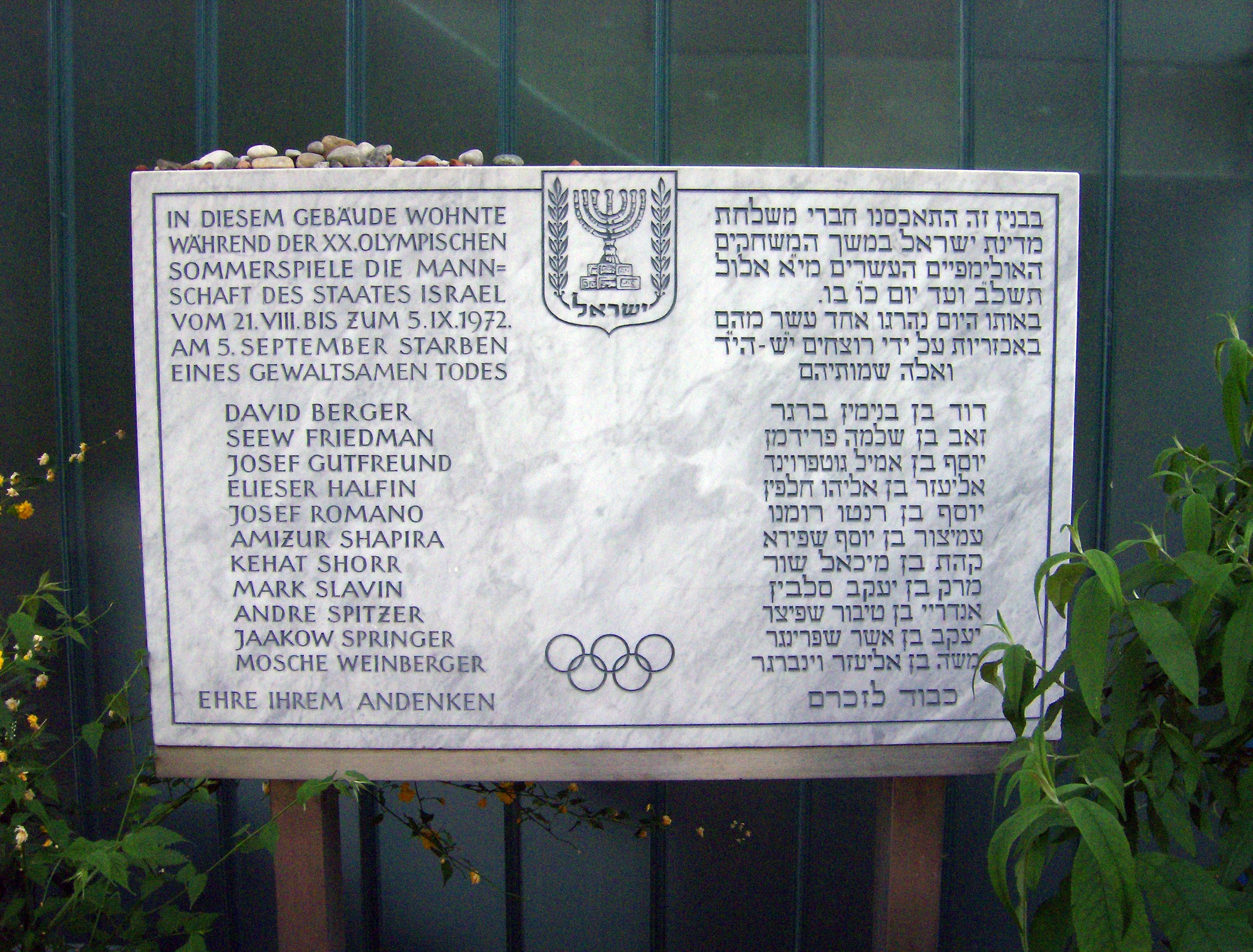
慕尼黑紀念牌匾

傅利曼於1944年出生在蘇聯的普羅科皮耶夫斯克。1960年，他從波蘭移居以色列。他的運動生涯從體操開始，後來改為舉重。他是哈伊姆城體育俱樂部的成員。他贏得了1971年亞洲舉重錦標賽的銅牌。
1972年，傅利曼作為舉重選手參加在西德慕尼黑舉行的1972年夏季奧運會。他取得第12名的好成績，是當時以色列運動員的最佳成績之一。9月5日，巴勒斯坦黑色九月組織的成員闖入以色列代表隊的宿舍，挾持包括傅利曼在內的幾名以色列運動員和教練。經過長時間的談判後，綁匪透過直升機將人質帶到機場，並在慕尼黑警方和巴伐利亞邊防人員試圖營救時將人質殺害。慕尼黑大學法醫研究所的屍檢報告認爲傅利曼死於內出血，並指出在屍檢開始時，這名28歲的舉重運動員所佩戴的手錶仍在滴答作響，時間是晚上7點51分。

## 延伸閱讀
- Groussard, S. (New York, 1975), The Blood of Israel: The massacre of the Israeli athletes, The Olympics, 1972 ISBN 0-688-02910-8